# Apitoxine

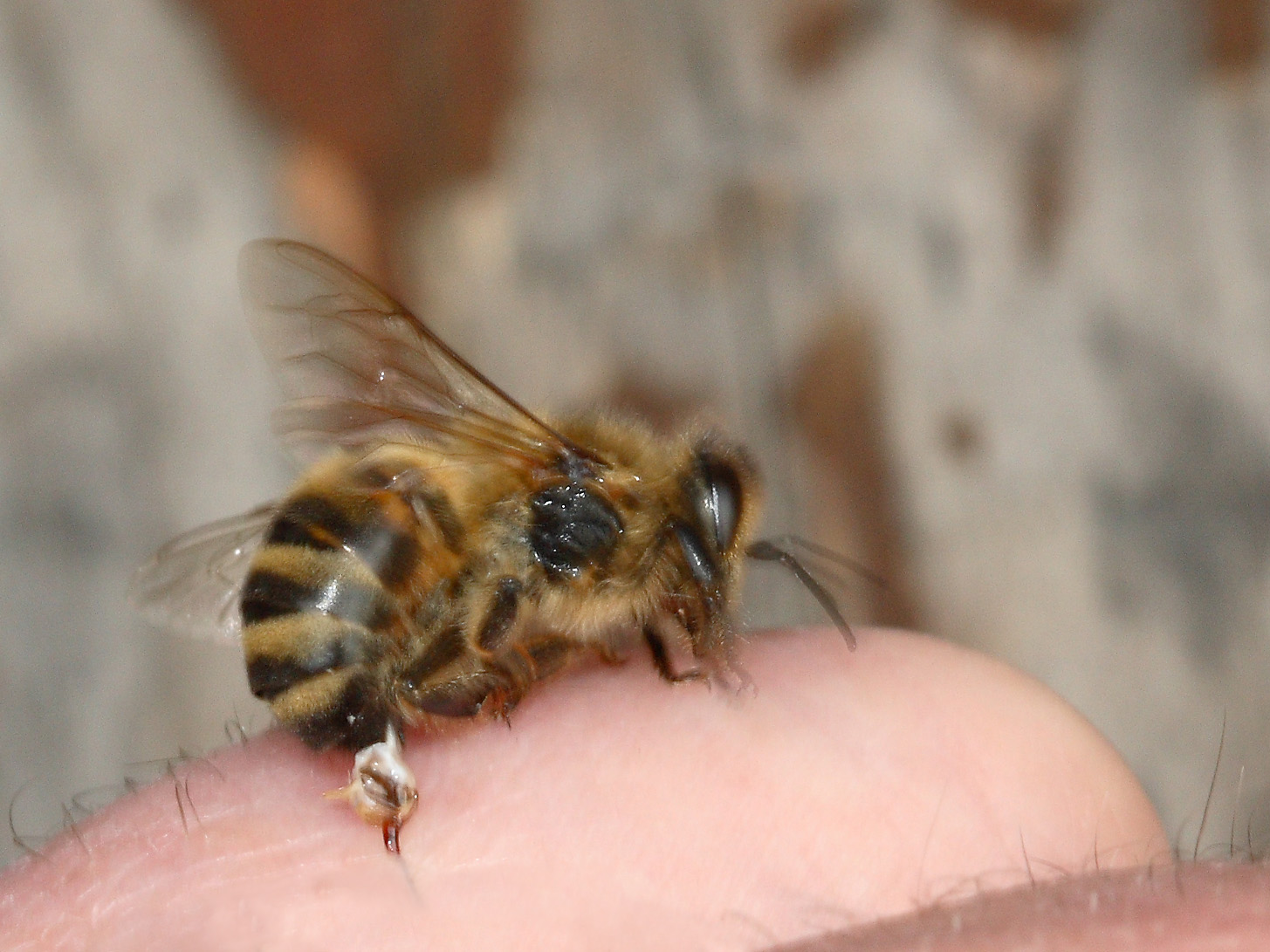
Abeille piquant avec son dard.

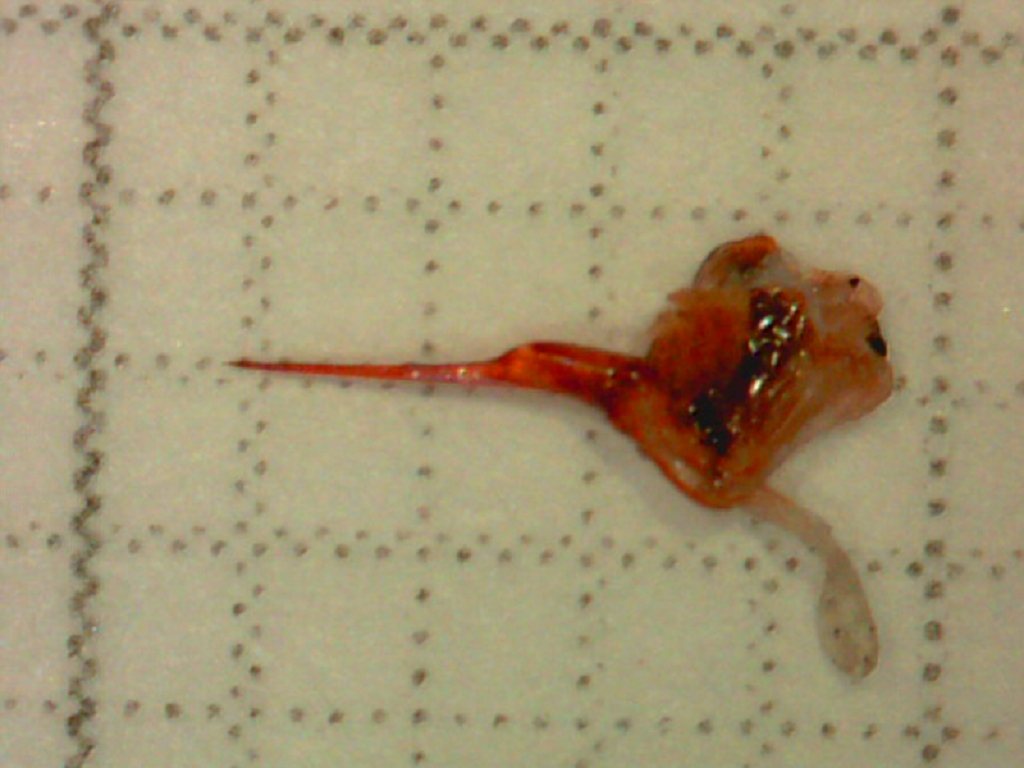
Dard arraché d'une abeille contenant encore de l'apitoxine.

L’apitoxine ou venin d'abeille est un liquide incolore et amer composé d'un mélange actif de protéines qui cause une inflammation locale et agit comme anticoagulant. Une abeille peut injecter 0,1 mg de venin avec son dard. Ce venin pourrait avoir des ressemblances avec la toxine des méduses.

## Composants
Le principal composant est la mélittine comptant pour 52 % des peptides du venin.
- l'apamine augmente la production de cortisol dans les glandes surrénales. L'apamine est un léger neurotoxique.
- l'adolapine[3] compte pour 2 à 5 % des peptides et agit comme un anti-inflammatoire et un analgésique car il bloque la cyclooxygénase.
- la phospholipase A2 compte pour 10 à 12 % des peptides et c'est le composant le plus destructeur de l’apitoxine. C'est une enzyme qui dégrade les phospholipides dont sont composées les membranes cellulaires. Elle diminue également la pression artérielle et empêche la coagulation du sang. La phospholipase A2 active l'acide arachidonique qui est métabolisé lors du cycle de cyclooxygénase pour former des prostaglandines. Les prostaglandines régulent la réponse inflammatoire de l'organisme.
- l'hyaluronidase comptant pour 1 à 3 % des peptides dilate les capillaires propageant l'inflammation.
- l'histamine compte pour 0,5 à 2 % est impliqué dans la réponse allergique.
- la dopamine et la noradrénaline comptent pour 1 à 2 % et augmentent la pulsation.
- les inhibiteurs de protéase comptent pour 2 % et agissent comme des agents anti-inflammatoires et arrêtent le saignement.
- la tertiapine (en).